# Чемпионат Европы по художественной гимнастике 1997
13-й чемпионат Европы по художественной гимнастике проходил в Патрах, Греция, с 22 мая по 25 мая 1997 года.

## Медалисты
| Дисциплина                     | Золото                 | Серебро                                                           | Бронза                 |
| ------------------------------ | ---------------------- | ----------------------------------------------------------------- | ---------------------- |
| Финал                          |                        |                                                                   |                        |
| Индивидуальное многоборье      | Елена Витриченко       | Татьяна Огрызко                                                   | Екатерина Серебрянская |
| Скакалка                       | Екатерина Серебрянская | Ева Серрано                                                       | Яна Батыршина          |
| Обруч                          | Елена Витриченко       | Татьяна Огрызко Мария Пангалу                                     | награда не вручалась   |
| Булавы                         | Наталья Липковская     | Татьяна Огрызко Яна Батыршина Екатерина Серебрянская              | награда не вручалась   |
| Лента                          | Яна Батыршина          | Мария Пангалу Ева Серрано Елена Витриченко Екатерина Серебрянская | награда не вручалась   |
| Финалы в групповых упражнениях |                        |                                                                   |                        |
| Групповое многоборье           | Россия                 | Греция                                                            | Украина                |
| 5 мячей                        | Россия                 | Испания · Украина                                                 | награда не вручалась   |
| 3 мяча + 2 ленты               | Беларусь               | Болгария                                                          | Испания                |

## Медальный зачёт
| Место          | Страна         | Золото | Серебро | Бронза | Всего |
| -------------- | -------------- | ------ | ------- | ------ | ----- |
| 1              | Россия         | 4      | 1       | 1      | 6     |
| 2              | Украина        | 3      | 4       | 2      | 9     |
| 3              | Беларусь       | 1      | 3       | 0      | 4     |
| 4              | Греция         | 0      | 3       | 0      | 3     |
| 5              | Франция        | 0      | 2       | 0      | 2     |
| 6              | Испания        | 0      | 1       | 1      | 2     |
| 7              | Болгария       | 0      | 1       | 0      | 1     |
| Всего стран: 7 | Всего стран: 7 | 8      | 15      | 4      | 27    |